# Connells Point
Connells Point är en förort till Sydney i Australien. Den ligger i kommunen Georges River och delstaten New South Wales, i den sydöstra delen av landet, omkring 18 kilometer sydväst om centrala Sydney.